# Famille Brătianu
La famille Brătianu est une dynastie d'hommes politiques roumains longtemps à la tête du Parti national libéral. Parmi ses membres les plus célèbres, on peut citer :
- Ion Brătianu (1821-1891), président du Parti national libéral (1875-1891), Ministre de l'Intérieur (1867, 1867-1868, 1877-1878, 1878-1879, 1882, 1884-1887), président de la Chambre des députés (1868-1869) et Premier ministre de Roumanie (1876-1888, avec une brève interruption en 1881) ;
- Dimitrie Brătianu (1818-1892), président du Parti libéral démocrate (1885-1890) puis du Parti national libéral (1891-1892), ministre des Affaires étrangères (1859), ministre de l'Intérieur (1860), Premier ministre et ministre des Affaires étrangères (1881), président de la Chambre des députés (1881-1882) ;
- Ion I. C. Brătianu (1864-1927), président du Parti national libéral (1909-1927), ministre de l'Intérieur (1907-1909, 1910 et 1923-1926), ministre des Affaires étrangères (1916-1918, 1918-1919, 1927), Premier ministre (1908-1910, 1914-1918, 1918-1919, 1922-1926, 1927) ;
- Dinu Brătianu (1866-1950), président du Parti national libéral (1934-1947) ;
- Vintilă Brătianu (1867-1930), président du Parti national libéral (1927-1930) et Premier ministre (1927-1928) ;
- Gheorghe I. Brătianu (1898-1953), président du Parti national libéral-Brătianu (1930-1938) ;
- Vintilică Brătianu (1914-1994), président du Parti libéral-1993 (1993-1994).

|                      |                      |                      |                      |                      |                      |  |  |               |               | Constantin Brătianu |               |               |               |  |  |                     |                     |                     |                     |                     |                     |                   |                   |                   |                   |  |  |  |  |  |  |  |  |  |  |  |  |
|                      |                      |                      |                      |                      |                      |  |  |               |               |                     |               |               |               |  |  |                     |                     |                     |                     |                     |                     |                   |                   |                   |                   |  |  |  |  |  |  |  |  |  |  |  |  |
|                      |                      |                      |                      |                      |                      |  |  |               |               |                     |               |               |               |  |  |                     |                     |                     |                     |                     |                     |                   |                   |                   |                   |  |  |  |  |  |  |  |  |  |  |  |  |
|                      |                      |                      |                      |                      |                      |  |  | Ion Brătianu  | Ion Brătianu  | Ion Brătianu        | Ion Brătianu  | Ion Brătianu  | Ion Brătianu  |  |  |                     |                     |                     |                     | Dimitrie Brătianu   | Dimitrie Brătianu   | Dimitrie Brătianu | Dimitrie Brătianu | Dimitrie Brătianu | Dimitrie Brătianu |  |  |  |  |  |  |  |  |  |  |  |  |
|                      |                      |                      |                      |                      |                      |  |  | Ion Brătianu  | Ion Brătianu  | Ion Brătianu        | Ion Brătianu  | Ion Brătianu  | Ion Brătianu  |  |  |                     |                     |                     |                     | Dimitrie Brătianu   | Dimitrie Brătianu   | Dimitrie Brătianu | Dimitrie Brătianu | Dimitrie Brătianu | Dimitrie Brătianu |  |  |  |  |  |  |  |  |  |  |  |  |
|                      |                      |                      |                      |                      |                      |  |  |               |               |                     |               |               |               |  |  |                     |                     |                     |                     |                     |                     |                   |                   |                   |                   |  |  |  |  |  |  |  |  |  |  |  |  |
| Ion I. C. Brătianu   | Ion I. C. Brătianu   | Ion I. C. Brătianu   | Ion I. C. Brătianu   | Ion I. C. Brătianu   | Ion I. C. Brătianu   |  |  | Dinu Brătianu | Dinu Brătianu | Dinu Brătianu       | Dinu Brătianu | Dinu Brătianu | Dinu Brătianu |  |  | Vintilă Brătianu    | Vintilă Brătianu    | Vintilă Brătianu    | Vintilă Brătianu    | Vintilă Brătianu    | Vintilă Brătianu    |                   |                   |                   |                   |  |  |  |  |  |  |  |  |  |  |  |  |
| Ion I. C. Brătianu   | Ion I. C. Brătianu   | Ion I. C. Brătianu   | Ion I. C. Brătianu   | Ion I. C. Brătianu   | Ion I. C. Brătianu   |  |  | Dinu Brătianu | Dinu Brătianu | Dinu Brătianu       | Dinu Brătianu | Dinu Brătianu | Dinu Brătianu |  |  | Vintilă Brătianu    | Vintilă Brătianu    | Vintilă Brătianu    | Vintilă Brătianu    | Vintilă Brătianu    | Vintilă Brătianu    |                   |                   |                   |                   |  |  |  |  |  |  |  |  |  |  |  |  |
| Gheorghe I. Brătianu | Gheorghe I. Brătianu | Gheorghe I. Brătianu | Gheorghe I. Brătianu | Gheorghe I. Brătianu | Gheorghe I. Brătianu |  |  |               |               |                     |               |               |               |  |  | Vintilă V. Brătianu | Vintilă V. Brătianu | Vintilă V. Brătianu | Vintilă V. Brătianu | Vintilă V. Brătianu | Vintilă V. Brătianu |                   |                   |                   |                   |  |  |  |  |  |  |  |  |  |  |  |  |

## Pour approfondir